# Nudospongilla ehraiensis
Nudospongilla ehraiensis är en svampdjursart som beskrevs av Lizhen 1998. Nudospongilla ehraiensis ingår i släktet Nudospongilla och familjen Spongillidae.
Artens utbredningsområde är havet utanför Kina. Inga underarter finns listade i Catalogue of Life.